# 古波蔵恵里
古波蔵 恵里（こはぐら えり）は、2001年に放送されたNHK朝の連続テレビ小説『ちゅらさん』、およびその続編のヒロイン。演じた女優は国仲涼子（少女時代は浦野未来）。

## 人物

### 性格
古波蔵家長女。沖縄が日本に返還された1972年5月15日に沖縄県小浜島で生まれる。基本的な性格は天真爛漫で楽天家かつ天然ボケ。少女時代の特技は琉球舞踊。突拍子のないことでも、やると決めたことは必ず行動に移す猪突猛進な一面も持ち合わせている。やると決めたことに関する集中力があり、無理だと言われていた高校へ合格した。
何か壁にぶつかったとき以外は明るく振舞い、その性格で人を元気付けたりすることもあるが、反面悪気は無いものの、時に他者への配慮に欠ける部分もある。
初期の頃は朝に滅法弱く、目覚まし時計を多くセットしてもいざ鳴るとなかなか起きず、隣で寝ていた弟・恵達（山田孝之）がその目覚ましで起きていた。叱られたりしてよく謝ることが多い。しまいには看護婦をやめようとする後輩を説得しようとして、逆に自分が説教されてしまうという一幕もあった。

### 軌跡
父・恵文（堺正章）が物語初期に営んだ民宿「こはぐら荘」に客としてやってきた上村家の長男・和也（遠藤雄弥）と次男・文也（山内秀一→小橋賢児）との交流を深め、文也と結婚することを和也と約束するが、病を患う和也の死を経験。上村家と別れた後、いつか文也と結婚するという和也との約束を果たすことを誓う。民宿をたたんだ後は家族と共に那覇市に移住した。
高校時代は野球部のマネージャーを務めていた。その当時は野球部の甲子園出場を夢見てマネージャー業に励んでいた。親友の琉美子（前原絵理）と共に受験のため、文也に会えるという淡い期待を抱いて向かった東京への思いを強め、家族の強固な反対を受けながらも、家出する形で上京。那覇で知り合った容子（余貴美子）を頼り「一風館」へ入居する。
その後東京で兼城が営む沖縄料理店「ゆがふ」でアルバイトをしながら一時期人のために料理を作ることに目覚めたものの、暗中模索の日々を送っていたが、第9週に同じ一風館の島田（北村和夫）が倒れたのを機に、島田の看病を通じて看護婦（現：看護師）の仕事と出会う。何度も病院に足を運んできたため下柳（戸田恵子）の「看護婦になれば毎日病院に来られる」と冗談のつもりで発した一言がきっかけで看護婦になることを決意。4年間の看護大学での勉強を経て看護婦になった。
看護学校へ入学するまでの間、何度も足を運んだ「北栄総合病院」で文也と再会。文也が彼女だった西宮遥（小西真奈美）と「恵里との約束は昔の話」と話していたのを聞き、一時気落ちするも、文也の一生懸命な姿を見て立ち直ったこともあったが、その後も文也への想いに苦しんだ末に、文也へ告白。傷心を癒すために真理亜（菅野美穂）と共に向かった小浜島で恵里と結婚しようと決意した文也のプロポーズを受け、婚約。そして看護婦として1人前として認められたのを機に結婚し、和也との約束を果たした。

#### 上村恵里として
結婚後一人息子の和也を設け、産休の末に看護婦の仕事へ復帰する。4歳になった和也（鈴木翔吾）がある出来事が原因で知らない大人を怖がってしまう心の病に掛かり、恵里も悪性の腫瘍を患ってしまうが和也の心の病を治すために、自身の病気を胸のうちに秘め小浜島で療養生活をする。そこで生死を彷徨う事態に陥るが難を逃れ、その後文也の執刀による手術を受け生死の危機を脱した。尚、このときの出来事を境に和也の心の病を治すことが出来た。
最終回で文也と和也と共に小浜島へ移住し、「こはぐら荘」だった場所で「島の保健室」を開いていたが、『ちゅらさん2』では古波蔵家の男女に別れての騒動に巻き込まれる形で、再び上京。「北栄総合病院」へ足を運んだ際に訪問看護の仕事に出会い興味を持ち、小浜島の住民のためにもう一度勉強がしたいという文也の思いと重なり再び「一風館」へ入居し、「北栄総合病院」で訪問看護師として仕事を始めた。看護先の患者・紺野真知子（香川京子）との交流そして死を経験する。
『ちゅらさん3』では辻内美帆子（奥貫薫）、愛子（寉岡萌希）親子の問題に関わるようになる。母親が長く生きられないことを知り片時も美帆子の傍を離れない愛子のための美帆子の提案を受け、愛子を連れて古波蔵家へ連れていった。『ちゅらさん4』では小浜島に戻り、そこで訪問看護師の仕事をしている。